# Hîrtop, Taraclia
Hîrtop este un sat din componența comunei Albota de Jos din raionul Taraclia, Republica Moldova.

## Demografie

### Structura etnică
Structura etnică a localității conform recensământului populației din 2004:
| Grup etnic                    | Populație | % Procentaj |
| ----------------------------- | --------- | ----------- |
| Băștinași declarați Moldoveni | 243       | 57,31%      |
| Bulgari                       | 161       | 37,97%      |
| Ruși                          | 8         | 1,89%       |
| Ucraineni                     | 6         | 1,42%       |
| Găgăuzi                       | 5         | 1,18%       |
| Țigani                        | 1         | 0,24%       |
| Total                         | 424       |             |